# Carl Gustav Jung

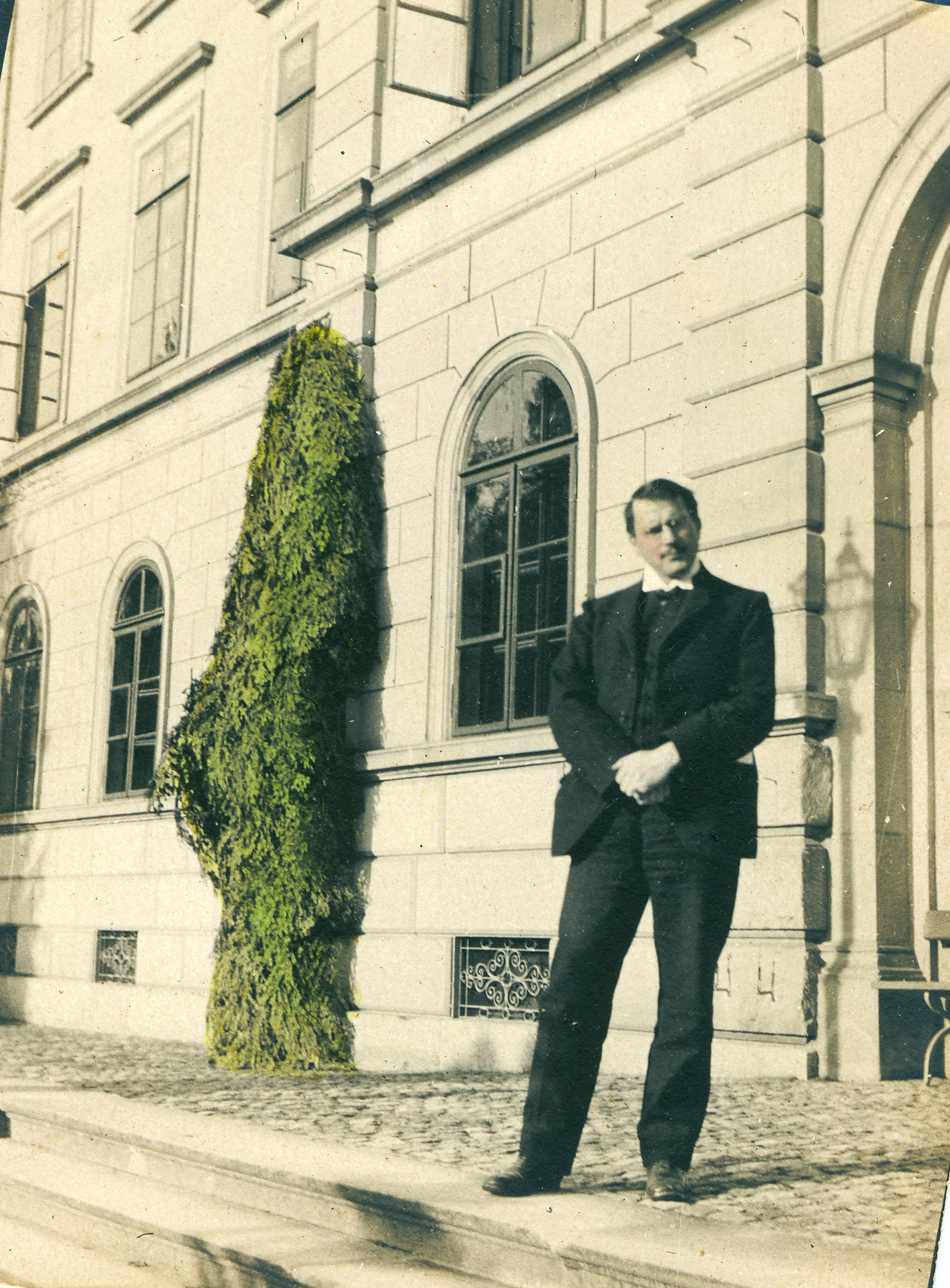
Jung 1910-ben

Carl Gustav Jung (Kesswil, Thurgau kanton, 1875. július 26. – Küsnacht, Zürich kanton, 1961. június 6.) svájci pszichiáter, pszichológus, analitikus.
Az analitikus pszichológia  megalapítója és befolyásos gondolkodója, számos mű szerzője. Széles körben a történelem egyik legbefolyásosabb pszichológusaként tartják számon.
Munkássága Sigmund Freud pszichoanalízisének kezdeteihez kapcsolódik, akinek ő volt az egyik korai tanítványa, de később szakított vele elméleti és személyes ellentétek miatt. A munkássága befolyást gyakorolt a pszichiátria, az antropológia, a régészet, az irodalom, a filozófia, a pszichológia, a vallástudomány  és az evolúcióelmélet területére.

## Életútja
Carl Gustav Jung 1875 nyarán született a svájci Kesswilben. Apja protestáns lelkész, ezáltal keresztény kulturális hagyományban nőtt fel. Anyja szintén lelkész lánya volt, akinek misztikus irányultsága erős befolyást gyakorolt rá. A családi legenda szerint nagyapja Goethe egyik törvénytelen gyermeke volt.
Családja Bázelbe költözött Jung négyéves korában, és 11 éves korától oda járt iskolába. Kezdetben arra törekedett, hogy prédikátor vagy lelkész legyen. Később a Bázeli Egyetemre jelentkezett azzal a céllal, hogy archeológus lesz, ám kiderült, hogy nem tanítanak régészetet azon az egyetemen. Miután tizenéves korában filozófiát olvasott, a családi hagyomány útja ellen fordult. Mivel családja szűkös anyagi körülményei miatt nem mehetett el máshová tanulni, ezért az orvosi hivatást választotta. 1900-ban szerezte meg az orvosi képesítését és egy véletlen, Krafft-Ebing pszichiátriai könyve akadályozta meg abban, hogy beálljon katonaorvosnak.
A pszichiátriától mint tudománytól megkaphatta azt, amire talán szüksége volt: objektív tudományosságot és szabad teret a miszticizmussal kapcsolatban. Filozófiai érdeklődéssel is rendelkezett, olvasta például Kanttól A tiszta ész kritikáját. Spirituális érdeklődésének kielégítésére eleinte a keleti és a nyugati tradíciókhoz fordult, olvasott például Eckhart mestertől, az egyiptomi Halottak Könyvéből, és a kínai Ji csingből, a Változás Könyvéből. Doktori disszertációját az okkult jelenségek pszichológiájából szerezte. Orvosi vizsgái elvégzése után Eugen Bleuler asszisztense lett a burghölzi pszichiátriai kórházban, Zürichben. (Eugen Bleuler (1857–1939) együtt tanult Charcot-val és a szkizofrénia szakértőjeként volt ismert.) Bleuler révén az 1900-as évek elejére a Burghölzli kiemelkedő kutatóközponttá vált, külföldről is érkeztek orvosok hogy láthassák a pszichés betegségek kezelésének és diagnózisának legújabb eredményeit.

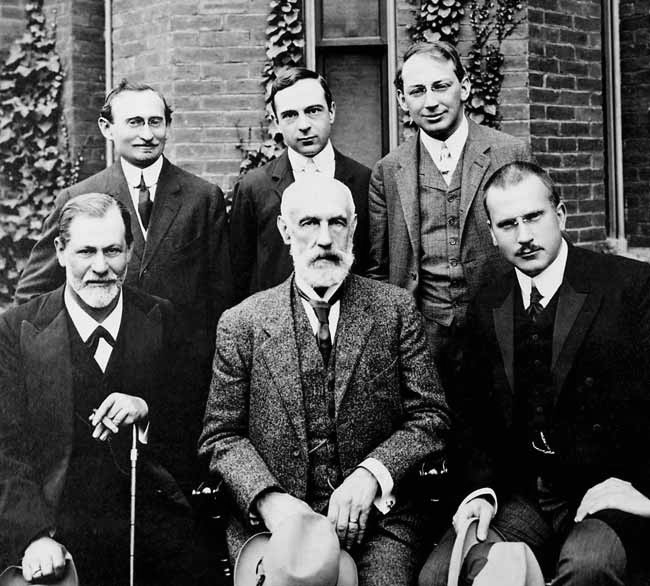
Ismert pszichológusok társaságában: Hátul (balról jobbra): Abraham A. Brill, Ernest Jones, Ferenczi Sándor; elöl: Sigmund Freud, G. Stanley Hall és Jung

1902-ben eltöltött egy szemesztert a Salpetriere pszichiátriai központban, ahol Pierre Janet pszichopatológiai előadásait hallgatta. 1903-ban feleségül vette Emma Rauschenbachot, akinek tőle öt gyereke született. 1905-ben a Zürichi Egyetemen kinevezték pszichiátriai orvosprofesszorrá.
Nem sokkal azután, hogy Bleulerhez szegődött, felkérték, hogy tartson előadást munkatársainak Freud Álomfejtés című művéről.
Jung Bleuler kérésére szóasszociációs vizsgálatokat végzett. Ez a vizsgálat úgy folyt le, hogy megkérte a kísérleti személyeket, hogy a bemutatott szavakra az első eszükbe jutó szóval reagáljanak. Jung leírta a válaszukat, valamint a válaszadásig eltelt időt (ez a latenciaidő). Szerinte, ha valaki az átlagosnál lassabban ad választ egy szónál, akkor az különleges jelentőséggel bír az egyén számára és az az elfojtás által a tudattalanban tartózkodik, ezek a komplexusok. A szóasszociációs vizsgálatok eredményei egyértelműen beleillettek Freud elméletébe, ami nagy dilemma elé állította Jungot. Felvállalja, hogy freudi analitikusként kockára tegye akadémiai karrierjét (Freud ugyanis nem volt elismert akadémikusi körökben), vagy Freudra való hivatkozás nélkül jelentesse meg az eredményeit? Az előbbi mellett döntött, nyíltan kiállt Freud mellett.
1906-ban Freud és Jung levelezni kezdtek, ami 1913-ig tartott. 1907-ben személyesen is találkoztak, és annyira jól kijöttek egymással hogy akkor 13 órán át folyamatosan beszélgettek, bár céljaik eltérőek voltak. Freud a pszichoanalízis nem zsidó terjesztőjét látta Jungban, míg Jung apafiguraként tekintett Freudra, de nem értett egyet vele a szexualitás hangsúlyozásában, és később ez vezetett barátságuk felbomlásához is. Igyekezett a freudi libidó fogalmának kiterjesztésére, hogy az egy általános lelki energiát jelentsen és ne csupán a szexuális hajtóerők gyűjtőneve legyen. Nála a libidó a szexuális energián túl magába foglalta az agressziót, a szerzési késztetést, a szellemi erőfeszítést és a kíváncsiságot is.
1909-ben elhagyta a burghölzi pszichiátriai kórházat, mivel magánpraxisa szépen növekedett. Páciensei klasszikus elmebetegek, azaz pszichotikusak voltak. (Freud nem vizsgált ilyen súlyos eseteket, ő csak neurózisokkal foglalkozott.) Jung 1912-ben egy amerikai előadókörúton olyan előadást tartott, amelyben már mellőzte a gyermekkori szexualitást (az Ödipusz-komplexust) és a freudi értelemben vett libidót, de újradefiniálta annak fogalmát. Jung pszichoanalízise jobban tetszett hallgatóinak, mint Freud tételei.
1913-ban lemondott a zürichi egyetem instruktori állásáról, és idejét az írásnak, az utazásnak, a magánpraxisának és a kutatásnak szentelte. Ebben az évben szakadt el véglegesen Freudtól és a pszichoanalízistől, és lemondott a Nemzetközi Pszichoanalitikus Szövetség elnöki tisztéről is.
Saját elméletét – jelezvén a pszichoanalízistől való eltérést – analitikus pszichológiának, illetve komplex pszichológiának nevezte. 1923-ban Bollingenben megkezdte a Torony építését. Olyan lakhelyet akart, amely kifejezte legbensőbb gondolatait és megfelelt az ember ősi érzéseinek. Az 1940-es évek közepén két infarktusa is volt, ezért 1947-ben visszavonult Bollingeni tornyába. 1957-ben Aniela Jafféval kezdett együtt dolgozni az Emlékek, álmok, gondolatok című önéletrajzi munkáján. 1961. június 6-án halt meg küsnachti otthonában.

## C. G. Jung analitikus pszichológiája

### Pszichológiai típusok (ektopszichés funkciók)
Ha a libidó kívülről irányított, akkor extroverzióról, ha belülről, akkor introverzióról beszélünk. Ezek általános beállítottsági típusok, amelyekkel születésünktől fogva rendelkezünk, így lényegében megváltoztathatatlanok. Az introvertrált személyiség a belső, szubjektív ideák alapján alakul ki, míg az extrovertrált az objektív világ, tárgyak és emberek hatása alatt áll. Az introvertrált önállóságra törekszik, míg az extrovertráltnak szüksége van másokra. Mindkét típus jelen van minden emberben, de általában csak az egyik dominál. Van egy tanmese róluk: az introvertrált és az extrovertrált sétálni mennek. Találnak egy kastélyt. Extrovertrált: – Menjünk be, nézzük meg mi van itt! Introvertrált: – Nem hiszem, hogy be szabad mennünk ide, veszélyes is lehet. Végül bemennek. Az extrovertrált felderíti a terepet, bejárja az egész kastélyt. Az introvertrált megáll egy könyvekkel teli szobában és elkezd olvasni. Extrovertrált: – Menjünk haza, nincs itt semmi érdekes, csak pár poros könyv! Introvertrált: – Maradjunk még, ezek a könyvek nagyon érdekesek és milyen régiek! A történet vége csattanós, bár nem valóságszerű: az introvertráltból extrovertrált és az extrovertráltból introvertrált lesz.
A tudat és a tudattalan kiegészítik egymást, így ha a tudat introvertrált, a tudattalan extrovertrált és fordítva. A beállítottsági típusokon belül négyféle pszichológiai funkció létezik az ektopszichés funkciók (azaz a környezethez való alkalmazkodás) alapján: 1, a racionális típuson belül gondolkodó vagy érző, 2, az irracionális típuson belül: az érzékelő vagy intuitív. Az egyes funkciók dominanciája elnyomja a többit, ezáltal azok a tudattalanban fognak munkálkodni. A következő típusok léteznek: extrovertrált gondolkodó, extrovertrált érző, extrovertrált érzékelő, extrovertrált intuitív, introvertrált gondolkodó, introvertrált érző, introvertrált érzékelő, introvertrált intuitív.
A személyiség fejlődése magával hozhatja a tudattalan funkciók kiteljesedését is. A legfőbb ellentét az alcsoportokon belül mutatható ki, például ha a gondolkodás a fejlettebb, akkor az érzelmek gyengébbek. A főfunkció a tudat működését határozza meg. A segédfunkció kiegészíti a főfunkciót az ellentétes alcsoportból, – ha a főfunkció racionális akkor a segédfunkció irracionális. Az inferioris funkciók a tudattalan működését jellemzik. Lássuk például az extrovertrált gondolkodót, ez esetben a tudat beállítódása (főfunkció): extrovertrált gondolkodó, tudattalan (inferioris funkció): introvertrált érző, segédfunkció: érzékelés vagy intuíció.
A pszichikum önszabályozó rendszer, az ellentétek egyensúlyára épül. Az egyensúlyt az adja, hogy az ellentétek kiegészítik egymást. A tudattalan és a tudatos egyformán fontos. A tudatot egy fénycsóvához lehetne hasonlítani, mely által csak azt látjuk, amire odavilágítottunk. Terápia során fontos a tudatos és a tudattalan integrálása, a tudattalant is be kell engedni a tudatosba, nem csak fordítva.

### Endopszichés funkciók
Az endopszichés funkciók az ember belső világát jellemzik. Az endopszichés funkciókon belül különböző rétegeket különítünk el. Az endopszichés funkciók kívülről befelé haladva:
- az emlékezet: tudatos, minden ember számára hozzáférhető, Freudnál ez a rész a tudatelőttes nevet kapta (ez a legkülső réteg)
- az ektopszichés funkciók szubjektív összetevői: önkényes, szubjektív, egyéni
- az indulatok, affektusok: az egyén még tudja kontrollálni magát
- az invázió: a tudattalan tartalom eluralkodik a személyen, „elveszti az eszét”, kontrollját
- az egyéni tudattalan: azok az elfojtott érzések, vágyak, fantáziák, amelyet az egyén átélt és megtanulta, hogy ezeket nem szabad tudatosítani, tartalmait a komplexusok alkotják
- a kollektív tudattalan (alább részletesebben)

### A kollektív tudattalan
A kollektív tudattalan tartalmai olyan tartalmak, amelyek az emberekhez tartoznak örökletesen, tehát nem az egyén életének az eseményei töltik fel. Az archaikus elme úgy van preformálva, hogy bizonyos módon dolgozza fel az információkat. Az álmok, hallucinációk, téveszmék gyakran vallásos tartalmúak, ezeknek a szerkezeti elemei hasonlóak ahhoz amit a mítoszokban lehet találni, például a pokoljárás. Az emberi elmében vannak olyan strukturális jellemzők, amelyek meghatározzák hogy a formák milyen alakot öltenek. Ezek az archetípusok. Például, ha egy rossz életperiódus utazásként jelenik meg az álomban, az hasonló az összes nép mitológiájában megtalálható alvilág bejárásával. Freud a folyón való átkelést a születés szimbólumának tartotta. Ezek a közös archetípusok azért léteznek, mert az emberiségnek van egy általános közös tapasztalata az életről, halálról, istenről, anyáról, apáról, születésről, jóról, gonoszról (amik mind archetípusok példái). Ezeknek az ősképeknek a használatával tudunk küzdeni, mert bizonyos élethelyzetekben bizonyos megoldási formába rendezik a dolgokat. Az archetípusok gyakran szimbólumokban jelennek meg, de nem minden tudattalan megnyilvánulást kell szimbolikusan értelmezni. Az archetípusok aktiválódásakor az embert megrendült, felkavart érzések töltik el. Ez a teremtettség érzése, amikor az egyén rájön hogy milyen kis része ő a világnak és ezáltal mennyire kiszolgáltatott. A vallásos megtérések hátterében gyakran ez a teremtménység érzés áll.

### A kollektív tudattalan archetípusai, a személyiséget meghatározó archetípusok

#### Persona
A latin persona mint az ógörög proszópon…… szó fordítása azt a maszkot jelentette, amelyet a színészek öltöttek fel, hogy eljátsszanak egy szerepet. A persona szerepszemélyiséget jelent, minden ember egója kialakít egy olyan személyiségrészt, amivel érintkezik a többiekkel. Ennek a résznek vannak tudatos és tudattalan részei is. Egy personánk van, de több szerepben is szerepelünk, például: anya, dolgozó nő, valamilyen párt tagja, az egyházközösség tagja stb. … Ha nem lenne personánk, nem tudnánk társas kapcsolatokat kialakítani. A persona szoros kapcsolatban áll az árnyékkal (lásd később).
A személyiség inflációja a personával való azonosulást jelenti. Ez komoly veszélyforrás lehet, például: ha valaki magas munkahelyi státusszal rendelkezik és teljesen azonosul a personájával, akkor a munkahely elvesztése depresszióhoz vezethet.

#### Árnyék
Az árnyék egy autonóm részszemélyiség, a személyiség alsóbbrendű része, a personával ellentétes tartalmak gyűjtőhelye (kompenzatív jelleg). Az árnyék megjelenhet álomban, például: a társadalmilag magasra emelkedett emberek álmaiban ellentétes tartalmak: koldus, szegény. Az álomban való megjelenéskor az árnyék azonos nemű az álmodóval. Az árnyék lehet projekció (saját elfogadhatatlan énrészeinket kivetítjük másokra) is, például: a homofóbia látens homoszexualitást takar. Az árnyék nem minden esetben jelent negatív tartalmat, például: a bűnözők árnyéka jó (ez a fehér árnyék), a personájuk gonosz; pörgős ember árnyéka csendes. Minél inkább elfojtják az árnyékot, annál sötétebb, erőszakosabb lesz.
Jung analitikus pszichológiai szemléletében az a veleszületett hajlam, amelyet morális, etikai, esztétikai vagy más alapon elvetünk és elfojtva is tartunk, mert ellentétes a tudatos elveinkkel. Idetartozik pl. a nem kellően differenciálódott funkció és a kezdetlegesen kifejlődött beállítódás is. Két nagy aspektusa van: a személyes és a kollektív árnyék. Az árnyék személyes tudattalanhoz kapcsolódó része a pszichének azon tartalma, amelyet még nem éltünk meg, amit elvetettünk, vagy amit elfojtottunk eddigi életünk során. Az árnyék kollektív tudattalanhoz kapcsolódó része pedig a bennünk lévő, általános, emberi, sötét oldal.

#### Az anima és az animus
Az anima és az animus az ellentétes nem belső tudattalan képviselője. Tehát az anima a férfiben élő nő, az animus a nőben élő férfi (a férfiak is képesek nőiesen viselkedni és a nők is tudnak férfiasan viselkedni). Ez teszi lehetővé, hogy megtaláljuk a párunkat, ezért érezzük úgy, hogy a másikat ősidők óta ismerjük. Ha megtaláljuk azt az embert aki, az animánkat/animusunkat képezi, szerelmesek leszünk belé. Ez a partnerideál projekciója (kivetítése). Pozitív megjelenési formája például Dante Beatricéje, aki segít a pokol megjárásában. Negatív megjelenési formája például a görög mitológiai szirének, a német hagyományban Loreley. Mindkettőnek megvannak a belső fejlődési stádiumai, amelyek külsőleg is megjelennek, például: egy éretlen animussal rendelkező nő olyan férfit választ, ami megfelel az animusának. Ugyanez vonatkozik az animára is, például: a bibliai Éva és Szűz Mária (hiányzik a szexualitás) fejletlen anima, Mona Lisa fejlett anima.
Jung analitikus pszichológiai szemléletében egy olyan belső, lelki reprezentáns, amely a psziché egy archetípusos alakja, s egyben másik nembeli része. Egyrészt azt mutatja be számunkra, hogy miként alakult a viszonyulásunk az ellenkező nemhez, másrészt pedig az emberiség ellentétes nemre vonatkozó összes élményének lecsapódása. Összességében tehát a női jelleg „veleszületett képe” a férfi tudattalanjában, illetve a férfi jelleg „veleszületett képe” a nő tudattalanjában, melynek belső és külső megjelenési formái is vannak.

#### Selbst
Jung analitikus pszichológiájában a Selbst a psziché archetípusos alakja; a pszichés totalitás centruma, ami befogadja a tudatot és a tudattalant. A Selbst a személyiség központi archetípusa, nem lehet lefordítani, de elterjedt a mély-én vagy a személyiségközpont fordítás. Ez a személyiség központjának és totalitásának kifejezője. Megjelenési formája a mandala, a teljesség szimbóluma. Ez az Imago Dei, az Isten képe bennünk, ezáltal fel tudjuk venni Istennel a kapcsolatot, ez az „istenérzékelés szerve”. Az emberi élet célja a Selbsttel való kapcsolat kiépítése, a hozzá való eljutás. Kb. 40 éves kortól jut el az ember a Selbstjének megismeréséhez. A Selbst és annak szimbólumai Isten archetípusát alkotják. Egy patológiásan vallásos ember éretlen Selbsttel rendelkezik.

### Az individuációs processzus
Az individuáció a személyiség kibontakozását jelenti. Olyan, mint egy egyéni mítosz, a belső alakok mitológiai formákat öltenek (a kollektív tudattalan működése ilyen), változás: belső utazás. Ebben a folyamatban a cél az alszemélyiségek integrálása. A személyiségfejlődés az ego-Selbst tengelyen mozog, először az árnyékkal szembesülünk, aztán az animussal/ animával, végül pedig a Selbsttel (nem mindenki jut el ide). Régen a vallás biztosította ezt a fejlődést, ma a pszichoterápia (de nem lehet siettetni a folyamatot, csak segíteni lehet). Egyedül is el lehet jutni a Selbsthez, ha az ember egészséges lelkileg. Az individuációs processzus kicsit jobban részletezve:
Az ember 40-es éveinek közepe táján gyakori az életközépi válság. Ez azt jelent, hogy az ember már elért mindent, amit akart: munkát, gyereket, boldogságot; és megfogalmazódik benne a kérdés, hogy: Mi van ezután? Ekkor kezd el foglalkozni olyan témákkal, hogy mi a helye a világban. Ez a szembesülés neurotikus tünetekkel jár, amiket fel kell dolgoznia, ha nem akar hasadt állapotban élni. Az élet második felében szembesül a tudattalannal, visszavonja a projekciókat (árnyék, anima, animus), integrálja a lélektani folyamatokat. Először az árnyékkal szembesül, aztán az animussal/ animával, végül pedig a Selbsttel.

### A komplexus-elmélet
A komplexus kifejezést Jung alkotta meg, ami megoldatlan belső ill. külső konfliktusok következtében fellépő disszonancia következménye és a tudattal összeférhetetlen lelki tartalmakból áll. Ezek a lelki tartalmak erős emocionális töltéssel bírnak; megzavarják a normális pszichés energiaáramlást, miközben ráadásul pici, kellemetlen élmények energiatöltetével tovább növelik saját energiájukat. Tömören fogalmazva : minden megoldatlan tudattalan érzelmi töltés. A jungi pszichoterápiában az egyén komplexusainak feldolgoztatásakor központi jelentőségű az álomanalízis.
Komplexusfélelem: Az ember igyekszik saját komplexusait elhárítani.
Én-komplexus: az ÉN-funkciókat, az irányultságunkat, a mozgásba hozható emlékeink összességét tartalmazza, „kvázi tudatos komplexus”. A személyiség legfőbb komplexusa hogy magához asszimilálja az észlelt dolgokat, például: könnyen meghalljuk ha a saját keresztnevünk elhangzik a társaságban, és azonnal odafigyelünk.
Komplexusfélelem: Az ember igyekszik saját komplexusait hárítani, kitérni előle.

### Szinkronicitás
A mások által hagyományosan leírt három jelenségen túl (ezek: idő, tér, okság) létezik egy negyedik, ez a szinkronicitás. Szinkron jelenségekről akkor beszélünk, ha valamilyen külső esemény és egy belső (archetipikus) esemény véletlen módon egybeesik, egy időben jelenik meg. Erre példa: meghal egy ember és megáll az óra a halottas szobában.
Ezek a jelenségek vonatkozhatnak életre, halálra, születésre, szerelemre stb. (ezek archetípusok). Akkor tapasztal az ember szinkronicitást, amikor szoros kötődés alakul ki vagy szűnik meg közte és egy másik ember között. Például: szerelmesek egy időben ugyanazt álmodják.
A szinkronicitás elvén alapul a telepátia, az asztrológia, a Ji csing és az UFO-jelenség is. Az ókori égi látomások feltűnően hasonlítanak az UFO-jelenségre, ez a mi korunk által alkotott változata a messiásvárásnak.

### A jungi álomfejtés
Szerinte az egymás utáni álmokat álomsorozatokként kell elemezni, ahogy a tudat tudatfolyamatot alkot, úgy a tudattalan is. Az álmok feladata, hogy kompenzálják a tudatos részt, hogy fennmaradjon az egyensúly (kompenzatív jellegű). Az álom egy belső színház, aminek a tudattalan a rendezője, minden szereplő egy-egy személyiségrészünket képezi.
Jung szerint az álom prospektív (előrejelző) szereppel rendelkezhet, egyfajta intuíció a jövőről. Itt megmutatkozik misztikus gondolkodása (Freud ezzel ellentétben azt állította, hogy az álom a múltról szól).
Megkülönböztetett hétköznapi álmokat és archetipikus álmokat. Utóbbiak főleg kritikus élethelyzetekben jellemzőek, nagyon megmozgatják az embert, mindig mitológiai tartalmúak. Álomfejtéskor az álomban található szimbólumok megfejtése nem ad megoldást az álom jelentésére. Tanítványainak azt mondta, hogy tanulják meg a mítoszokat, szimbólumokat, aztán felejtsék el őket. Egy egyén álmának elemzésekor fontos a szimbólumok jelentésének figyelembe vétele mellett az egyénnel szóasszociációs vizsgálatot végezni, hogy kiderüljön, az egyénnek személyesen mit jelentenek azok a tartalmak, amelyek megjelentek az álmában.

## Jung jelentősége és hatása
- A neurózist a kreativitás egy formájának, vagyis nagy emberi teljesítménynek tartotta, ezáltal a lélek mozgásban van, meg akarja oldani a problémát.
- Általa legitimmé vált, hogy az embernek vannak spirituális igényei.
- Őt tekinthetjük a transzperszonális pszichológia (határterületet képez a tudomány és az ezoterika között) kiindulási pontjának, bár a transzperszonális pszichológia művelői Jungot nem ismerik el.
- A pasztorálpszichológia (egyházi lélekgondozás) tőle ered.

## Munkahelyek, kinevezések, jelentősebb események
- 1900-tól Bleuler segédje a burghölzi pszichiátriai kórházban.
- 1905-ben pszichiátriai orvosprofesszorrá nevezik ki a Zürichi Egyetemen.
- 1908-ban részt vesz Bécsben az Első Pszichoanalitikai Kongresszuson.
- 1909-ben Freud és Ferenczy társaságában Amerikába utazott, ahol előadásokat tartottak a Clark Egyetemen.
- 1910-ben a Nemzetközi Pszichoanalitikus Szövetség elnökévé választották.
- 1933-ban az Általános Pszichoterápiás Társaság elnökévé választották.
- 1933-ban magántanárként előadásokat kezdett tartani a Zürichi Műszaki Főiskolán.
- 1943-ban tanszékvezető lett a Bázeli Egyetem orvosi lélektani tanszékén.
- 1948-ban hozzájárult a zürichi C. G. Jung Intézet megalapításához.

## Művei
- Hét beszéd a halottakról (1916)
- Az analitikus pszichológia (1916)
- Pszichológiai típusok (Psychologische Typen) (1921)
- Az aranyvirág titka (Das Geheimnis der goldenen Blüte) (1928)
- A személyiség kialakulása (1932)
- A libidó szimbólumai és változásai (Wandlungen und Symbole der Libido) (1932)
- (Die Bedeutung der Psychologie für die Gegenwart) (1933/1969)
- A jelenkor lélekproblémája (Zur gegenwärtigen Lage der Psychoterapie) (1934)
- A diktátorok lélektana (Diagnose der Diktatoren) (1939)
- Pszichológia és vallás (Psychologie und Religion) (1940)
- Válasz Jób könyvére (Antwort an Hiob) (1952)
- Mysterium Coniunctionis (1956)
- Aión. Adalékok a mély-én jelképiségéhez (Aion. Beitrage zur Symbolik des Selbst) (1956)
- Emlékek, álmok, gondolatok (Erinnerungen, Träume, Gedanken) (1957)
- Egy modern mítosz (1958)
- A Jó és a Rossz az analitikus pszichológiában (Gut und Böse in der analytischen Psychologie) (1959)
- Az ember és szimbólumai (Man and his symbols) (1964) Ford. Dr. Matolcsi Ágnes, 1993. ISBN 963 7875 79 4 szerk. halál után M.-L. von Franz; J.L. Henderson; J. Jacobi; A. Jaffé írók.
- Gondolatok az értelemről és a tébolyról (1986) Ford. S.Nyirő József, 1997. ISBN 963 09 4074 4 Előszó F. Alt 1998.(2.)
- A lélektani típusok általános leírása (Allgemeine Beschreibung der Typen) (1988)
- Bevezetés a tudattalan pszichológiájába (Über die Psychologie des Unbewussten) (1990)
- A nyugati és a keleti vallások lélektanáról (2005)
- Vörös könyv (2009)

## Magyarul megjelent művei

### 1989-ig
- Föld és lélek; ford. Boda László; Egyetemi Ny., [[Budapest]

, , 1946 (Az Egyetemi Nyomda kis tanulmányai)
- Bevezetés a tudattalan pszichológiájába; ford. Nagy Péter; Bibliotheca, Budapest, 1947
- Pad-ma 'byun-gnas: A nagy felszabadulásról szóló tibeti könyv avagy A Nirvána megvalósításának módja a szellem megismerése által; közrem. C. G. Jung, W. Y. Evans-Wentz, ford. Hetényi Ernő; Buddhista Misszió, Budapest, 1985
- Emlékek, álmok, gondolatok; feljegyezte Aniela Jaffé, utószó Buda Béla, ford. Kovács Vera; Európa, Budapest, 1987 (Emlékezések)
- A lélektani típusok általános leírása; ford., utószó, jegyz. Bodrog Miklós; Európa, Budapest, 1988 (Mérleg)

### 1990-től
- Analitikus pszichológia; ford. Vizi János; Göncöl, Budapest, 1991
- Válasz Jób könyvére; ford. Tandori Dezső; Akadémiai, Budapest, 1992 (Hermész könyvek)
- Az ember és szimbólumai; többekkel, szerk. Carl Gustav Jung, M.-L. von Franz, ford. Matolcsi Ágnes; Göncöl, Budapest, 1993
- Titokzatos jelek az égen. Ufókról és földön kívüli jelenségekről; ford. S. Nyirő József; Kossuth, Budapest, 1993
- Föld és lélek; ford. Linczényi Adorján; Kossuth, Budapest, 1993
- Aión. Adalékok a mély-én jelképiségéhez; ford. Viola József; Akadémiai, Budapest, 1993
- Mélységeink ösvényein. Analitikus pszichológiai tanulmányok; vál., ford., utószó Bodrog Miklós; Gondolat, Budapest, 1993
- Az alkímiai konjunkció; ford. Pikó Gábor Mózes, szöveggond Buji Ferenc; Kötet, [[Nyíregyháza]

, 1994
- Gondolatok a szexualitásról és a szerelemről; ford. S. Nyirő József; Kossuth, Budapest, 1995
- Gondolatok az apáról, az anyáról és a gyermekről; ford. S. Nyirő József; Kossuth, B, 1995
- Álom és lelkiismeret. Három írás Bodrog Miklós kísérő tanulmányával; ford. Bodrog Miklós; Európa, Budapest, 1996 (Mérleg)
- Gondolatok az álomról és az önismeretről; ford. S. Nyirő József; Kossuth, Budapest, 1996
- Gondolatok a látszatról és a létezésről; ford. Glavina Zsuzsa; Kossuth, Budapest, 1996
- Gondolatok a jóról és a rosszról; ford. Bodrog Miklós; Kossuth, Budapest, 1996
- Gondolatok a vallásról és a kereszténységről; ford. Bodrog Miklós; Kossuth, Budapest, 1996
- C. G. Jung alapfogalmainak lexikona, 1–2.; Kossuth, Budapest, 1997–1998
- Gondolatok az értelemről és a tébolyról; ford. S. Nyirő József; Kossuth, Budapest, 1997
- Gondolatok a szenvedésről és a gyógyításról; ford. S. Nyirő József; Kossuth, Budapest, 1997
- Gondolatok az életről és a halálról; ford. Glavina Zsuzsa; Kossuth, Budapest, 1997
- A szellem szimbolikája. Két tanulmány / A mesebeli szellem fenomenológiájához / Kísérlet a Szentháromság dogmájának értelmezésére; ford. Bodrog Miklós, Halasi Zoltán; Európa, Budapest, 1997 (Mérleg)
- Gondolatok a természetről; ford. S. Nyirő József; Kossuth, Budapest, 1998
- Lélekgyógyászat. Öt előadás; ford., tan. Bodrog Miklós: Vallás és pszichoterápia; Európa, Budapest, 1998 (Mérleg)
- Beszélgetések és interjúk; ford. Béresi Csilla; Kossuth, Budapest, 1999
- Mandala. Képek a tudattalanból; ford. Tóth Tamás Boldizsár; Édesvíz, Budapest, 1999
- Szellem és élet; ford. S. Nyirő József, Linczényi Adorján; Kossuth, Budapest, 1999
- A filozófusok fája; ford. Tóth Tamás Boldizsár; Édesvíz, Budapest, 2000
- A psziché él és hat; vál. Jolande Jacobi, ford. Bodrog Miklós; Kairosz, Budapest, 2005

### C. G. Jung összegyűjtött munkái(2002–)
C. G. Jung összegyűjtött munkái; Scolar, Budapest, 2002–
- A pszichoterápia gyakorlata; ford. Szalai István Scolar, Budapest, 2002
- A szellem jelensége a művészetben és a tudományban; ford. Szalai István Scolar, Budapest, 2003
- A nyugati és a keleti vallások lélektanáról; ford. Pressing Lajos; Scolar, Budapest, 2005
- Freud és a pszichoanalízis; ford. Turóczi Attila; Scolar, Budapest, 2006
- A személyiség fejlődése; ford. Turóczi Attila; Scolar, Budapest, 2008
- Lélektani típusok; ford. Réti Emese; Scolar, Budapest, 2010
- Az archetípusok és a kollektív tudattalan; ford. Turóczi Attila; Scolar, Budapest, 2011
- Az alkimista elképzelésekről; ford. Bán Zoltán András; Scolar, Budapest, 2014
- Az elmebetegségek pszichogenezise; ford. Ferentzi Eszter; Scolar, Budapest, 2015
- Két írás az analitikus pszichológiáról; ford. Nagy Péter, Sára Balázs, Ferentzi Eszter; Scolar, Budapest, 2016
- Aión. Tanulmányok a Selbst szimbolikájához; ford. Viola József; 2. átdolg. kiad; Scolar, Budapest, 2017
- Az átalakulás szimbólumai. Egy skizofréniás eset előzményeinek elemzése; ford. Sára Balázs; Scolar, Budapest, 2018
- A változó civilizáció; ford. Sára Balázs; Scolar, Budapest, 2019
- A szimbolikus élet, 1–2.; ford. Sára Balázs; Scolar, Budapest, 2020–2022
- Pszichológia és alkímia; ford. Sára Balázs; Scolar, Budapest, 2023
- A tudattalan dinamikája; ford. Sára Balázs; Scolar, Budapest, 2024

## Jung követői
- Pszichológia: Marie-Louise von Franz, Verena Kast
  - [[Magyarország]

on: Gyökössy Endre, Süle Ferenc
- Mítoszkutatás: Kerényi Károly, Mircea Eliade
- Irodalomkutatás: Thomas Mann, Hermann Hesse
- Film: Ingmar Bergman, Federico Fellini